# Rzeki Australii i Oceanii
Poniższa tabela przedstawia największe rzeki Australii i Oceanii ułożone według długości rzeki głównej. Mniejszą czcionką wymienione są ważniejsze dopływy tych rzek.
Uwaga: dane o długości i powierzchni dorzecza różnią się w zależności od źródeł. „.” oznacza brak danych
| rzeka              | długość w km | pow. dorzecza w tys. km² | zlewisko lub dorzecze | państwa           |
| ------------------ | ------------ | ------------------------ | --------------------- | ----------------- |
| Murray             | 2575         | 1063                     | Ocean Indyjski        | Australia         |
| Darling            | 2739         | 650                      | Murray                | Australia         |
| Macquarie          | 950          | 74                       | Darling               | Australia         |
| Warrego*           | 900          | 69,29                    | Darling               | Australia         |
| Balonne            | 760          | .                        | Darling               | Australia         |
| Paroo*             | 600          | 1,38                     | Darling               | Australia         |
| Culgoa*            | .            | .                        | Darling               | Australia         |
| Murrumbidgee       | 1485         | 80,29                    | Murray                | Australia         |
| Lachlan            | 1450         | 84,7                     | Murrumbidgee          | Australia         |
| Abercrombie        | 186          | .                        | Lachlan               | Australia         |
| Cooper Creek*      | 1420         | 244,0                    | jezioro Eyre          | Australia         |
| Georgina*          | 1300         | 232,0                    | Eyre                  | Australia         |
| Sepik              | 1200         | 78                       | Morze Nowogwinejskie  | Papua-Nowa Gwinea |
| Fly                | 1130         | 64                       | Morze Koralowe        | Papua-Nowa Gwinea |
| Diamantina*        | 942          | 157,0                    | Goyder’s Lagoon       | Australia         |
| Flinders           | 837          | 108                      | Zatoka Karpentaria    | Australia         |
| Mamberamo          | 800          | .                        | Ocean Spokojny        | Indonezja         |
| Murchison*         | 789          | 82,0                     | Ocean Indyjski        | Australia         |
| Gascoyne*          | 760          | 68,33                    | Ocean Indyjski        | Australia         |
| Fortescue*         | 760          | 49,76                    | Ocean Indyjski        | Australia         |
| Mitchell           | 756          | 71,76                    | Zatoka Karpentaria    | Australia         |
| Burdekin           | 710          | 129,7                    | Morze Koralowe        | Australia         |
| Basalt             | 160          | 2,9                      | Burdekin              | Australia         |
| Finke*             | 650          | 115,0                    | jezioro Eyre          | Australia         |
| Ashburton*         | 650          | 66                       | Ocean Indyjski        | Australia         |
| Victoria           | 640          | 78                       | Morze Timor           | Australia         |
| Gilbert-Einasleigh | 610          | 46,81                    | Zatoka Karpentaria    | Australia         |
| Fitzroy            | 560          | 90                       | Ocean Indyjski        | Australia         |
| Roper              | 500          | .                        | Zatoka Karpentaria    | Australia         |
| Fitzroy            | 480          | 150                      | Morze Koralowe        | Australia         |
| Dawson             | 640          | .                        | Fitzroy               | Australia         |
| Mackenzie          | 275          | .                        | Fitzroy               | Australia         |
| Burnett            | 435          | 32,22                    | Ocean Spokojny        | Australia         |
| Waikato            | 425          | .                        | Morze Tasmana         | Nowa Zelandia     |
| Norman             | 420          | .                        | Zatoka Karpentaria    | Australia         |
| Normanby           | 349          | 24,41                    | Ocean Spokojny        | Australia         |
| Brisbane           | 344          | 13,6                     | Ocean Spokojny        | Australia         |
| Herbert            | 340          | 10,13                    | Morze Koralowe        | Australia         |
| Mary               | 310          | 9,6                      | Morze Koralowe        | Australia         |
| Staaten            | 200          | 25,73                    | Zatoka Karpentaria    | Australia         |
| Kolan              | 180          | 2,8                      | Ocean Spokojny        | Australia         |
| Barron             | 166          | 2,14                     | Ocean Spokojny        | Australia         |
| Daintree           | 140          | 2,12                     | Ocean Spokojny        | Australia         |
| Pioneer            | 120          | 1,55                     | Ocean Spokojny        | Australia         |
| Calliope           | 100          | 2,23                     | Ocean Spokojny        | Australia         |

* rzeka okresowa